# 사상누각
사상누각-틀:사자성어 "기초가 약하여 배우지 못함"